# Liste der Bundestagswahlkreise 2025

Wahlkreiseinteilung zur Bundestagswahl 2025

Dies ist eine Liste aller 299 Wahlkreise der Bundestagswahl 2025. Die Wahlkreiseinteilung wurde durch die Anlage zum Siebenundzwanzigsten Gesetz zur Änderung des Bundeswahlgesetzes vom 13. März 2024 festgelegt. Sie wird regelmäßig bei Gebietsreformen und Änderungen des Bevölkerungsstandes angepasst.  Die Nummerierung der Wahlkreise erfolgte in der Reihenfolge der Länder von Norden nach Süden. Für die Bundestagswahlkreise anderer Jahre siehe Liste der Bundestagswahlkreise.

## Anzahl der Wahlkreise nach Land
| Land                   | Anzahl der Wahlkreise | Nummerierung |
| ---------------------- | --------------------- | ------------ |
| Schleswig-Holstein     | 11                    | 01–11        |
| Mecklenburg-Vorpommern | 06                    | 12–17        |
| Hamburg                | 06                    | 18–23        |
| Niedersachsen          | 30                    | 24–53        |
| Bremen                 | 02                    | 54–55        |
| Brandenburg            | 10                    | 56–65        |
| Sachsen-Anhalt         | 08                    | 66–73        |
| Berlin                 | 12                    | 74–85        |
| Nordrhein-Westfalen    | 64                    | 086–149      |
| Sachsen                | 16                    | 150–165      |
| Hessen                 | 22                    | 166–187      |
| Thüringen              | 08                    | 188–195      |
| Rheinland-Pfalz        | 15                    | 196–210      |
| Bayern                 | 47                    | 211–257      |
| Baden-Württemberg      | 38                    | 258–295      |
| Saarland               | 04                    | 296–299      |

## Änderungen der Wahlkreiseinteilung
Gegenüber der Wahlkreiseinteilung für die Bundestagswahl 2021 gibt Sachsen-Anhalt einen Wahlkreis an Bayern ab. Die Ordnungsnummer aller Wahlkreise vom bisherigen Wahlkreis 72 Halle bis zum bisherigen Wahlkreis 255 Neu-Ulm reduziert sich dadurch um Eins.

### Niedersachsen
- Der bisherige Wahlkreis 52 Goslar – Northeim – Osterode wird in Goslar – Northeim – Göttingen II umbenannt.
- Der bisherige Wahlkreis 53 Göttingen wird in Göttingen I umbenannt.

### Brandenburg
- Die Stadt Lübbenau/Spreewald wechselt in den Wahlkreis 65 Elbe-Elster – Oberspreewald-Lausitz II, welcher in Elbe-Elster – Oberspreewald-Lausitz umbenannt wird. Der Wahlkreis 62 Dahme-Spreewald – Teltow-Fläming III – Oberspreewald-Lausitz I wird dementsprechend in Dahme-Spreewald – Teltow-Fläming III umbenannt.

### Sachsen-Anhalt
- Der Wahlkreis 66 Altmark wird um den Landkreis Jerichower Land vergrößert und in Altmark – Jerichower Land umbenannt.
- Der Wahlkreis 67 Börde – Jerichower Land erhält anstatt des Landkreises Jerichower Land einen großen Teil des Salzlandkreises und wird in Börde – Salzlandkreis umbenannt.
- Der Wahlkreis 70 Dessau – Wittenberg wird um große Teile des Landkreises Anhalt-Bitterfeld vergrößert und in Anhalt – Dessau – Wittenberg umbenannt.
- Der Wahlkreis 71 Anhalt wird aufgelöst.
- Der Wahlkreis 72 Halle wird um zwei Gemeinden des Landkreises Anhalt-Bitterfeld vergrößert und trägt nun die Ordnungsnummer 71.
- Der Wahlkreis 73 Burgenland – Saalekreis wird um die Stadt Merseburg aus dem Saalekreis vergrößert und trägt nun die Ordnungsnummer 72.
- Der Wahlkreis 74 Mansfeld wird um vier Gemeinden des Landkreises Anhalt-Bitterfeld vergrößert und trägt nun die Ordnungsnummer 73.

### Bayern
- Der bisherige Wahlkreis 252 Augsburg-Stadt gibt die Gemeinde Königsbrunn an den Wahlkreis Augsburg-Land ab und trägt nun die Ordnungsnummer 251.
- Der bisherige Wahlkreis 253 Augsburg-Land gibt zahlreiche Gemeinden an die Wahlkreise Memmingen – Unterallgäu und Ostallgäu ab, erhält die Gemeinden Königsbrunn sowie Altenmünster neu dazu und trägt nun die Ordnungsnummer 252.
- Der bisherige Wahlkreis 254 Donau-Ries gibt die Gemeinde Altenmünster an den Wahlkreis Augsburg-Land ab und trägt nun die Ordnungsnummer 253.
- Der bisherige Wahlkreis 255 Neu-Ulm gibt seinen Anteil am Landkreis Unterallgäu an den Wahlkreis Memmingen – Unterallgäu ab und trägt nun die Ordnungsnummer 254.
- Der Wahlkreis 255 Memmingen – Unterallgäu wird aus der kreisfreien Stadt Memmingen, dem Landkreis Unterallgäu sowie sieben Gemeinden des Landkreises Augsburg neu gebildet.
- Der Wahlkreis 257 Ostallgäu gibt die kreisfreie Stadt Memmingen sowie seinen Anteil am Landkreis Unterallgäu an den Wahlkreis Memmingen – Unterallgäu ab und erhält acht Gemeinden des Landkreises Augsburg dazu.

## Wahlkreise nach Land und Nummerierung

### Schleswig-Holstein
| Nr. | Wahlkreis                          | Gebiet |
| --- | ---------------------------------- | --- |
| 1   | Flensburg – Schleswig              | Flensburg, Kreis Schleswig-Flensburg |
| 2   | Nordfriesland – Dithmarschen Nord  | Kreis Nordfriesland, vom Kreis Dithmarschen die Stadt Heide sowie die Ämter Büsum-Wesselburen, Kirchspielslandgemeinden Eider und Kirchspielslandgemeinde Heider Umland |
| 3   | Steinburg – Dithmarschen Süd       | Kreis Steinburg, vom Kreis Dithmarschen die Stadt Brunsbüttel sowie die Ämter Burg-Sankt Michaelisdonn, Marne-Nordsee und Mitteldithmarschen, vom Kreis Segeberg die Stadt Bad Bramstedt und das Amt Bad Bramstedt-Land |
| 4   | Rendsburg-Eckernförde              | Kreis Rendsburg-Eckernförde ohne die Gemeinden Altenholz und Kronshagen |
| 5   | Kiel                               | Kiel, vom Kreis Rendsburg-Eckernförde die Gemeinden Altenholz und Kronshagen |
| 6   | Plön – Neumünster                  | Kreis Plön, Neumünster, vom Kreis Segeberg das Amt Boostedt-Rickling |
| 7   | Pinneberg                          | Kreis Pinneberg |
| 8   | Segeberg – Stormarn-Mitte          | vom Kreis Segeberg die Gemeinden Bad Segeberg, Ellerau, Henstedt-Ulzburg, Kaltenkirchen, Norderstedt und Wahlstedt, die Ämter Auenland Südholstein, Bornhöved, Itzstedt, Kisdorf, Leezen und Trave-Land, vom Kreis Stormarn die Gemeinden Ammersbek, Bad Oldesloe, Bargteheide und Tangstedt sowie die Ämter Bad Oldesloe-Land und Bargteheide-Land |
| 9   | Ostholstein – Stormarn-Nord        | Kreis Ostholstein, vom Kreis Stormarn die Stadt Reinfeld und das Amt Nordstormarn |
| 10  | Herzogtum Lauenburg – Stormarn-Süd | vom Kreis Herzogtum Lauenburg die Gemeinden Geesthacht, Lauenburg/Elbe, Mölln, Ratzeburg, Schwarzenbek und Wentorf bei Hamburg, die Ämter Breitenfelde, Büchen, Hohe Elbgeest, Lauenburgische Seen, Lütau, Schwarzenbek-Land sowie vom Amt Sandesneben-Nusse die Gemeinden Duvensee, Koberg, Kühsen, Lankau, Nusse, Panten, Poggensee, Ritzerau und Walksfelde, vom Kreis Stormarn die Gemeinden Ahrensburg, Barsbüttel, Glinde, Großhansdorf, Oststeinbek und Reinbek sowie die Ämter Siek und Trittau |
| 11  | Lübeck                             | Lübeck, vom Kreis Herzogtum Lauenburg das Amt Berkenthin sowie vom Amt Sandesneben-Nusse die Gemeinden Grinau, Groß Boden, Groß Schenkenberg, Klinkrade, Labenz, Linau, Lüchow, Sandesneben, Schiphorst, Schönberg, Schürensöhlen, Siebenbäumen, Sirksfelde, Steinhorst, Stubben und Wentorf (Amt Sandesneben) |

### Mecklenburg-Vorpommern
| Nr. | Wahlkreis                                                             | Gebiet |
| --- | --------------------------------------------------------------------- | --- |
| 12  | Schwerin – Ludwigslust-Parchim I – Nordwestmecklenburg I              | Schwerin, vom Landkreis Ludwigslust-Parchim die Städte Boizenburg/Elbe, Hagenow, Ludwigslust und Lübtheen sowie die Ämter Boizenburg-Land, Dömitz-Malliß, Grabow, Hagenow-Land, Ludwigslust-Land, Neustadt-Glewe, Stralendorf, Wittenburg und Zarrentin, vom Landkreis Nordwestmecklenburg die Ämter Gadebusch, Lützow-Lübstorf, Rehna und Schönberger Land |
| 13  | Ludwigslust-Parchim II – Nordwestmecklenburg II – Landkreis Rostock I | vom Landkreis Ludwigslust-Parchim die Stadt Parchim sowie die Ämter Crivitz, Eldenburg Lübz, Goldberg-Mildenitz, Parchimer Umland, Plau am See und Sternberger Seenlandschaft, vom Landkreis Nordwestmecklenburg die Städte Grevesmühlen und Wismar, die Gemeinde Insel Poel sowie die Ämter Dorf Mecklenburg-Bad Kleinen, Grevesmühlen-Land, Klützer Winkel, Neuburg und Neukloster-Warin, vom Landkreis Rostock die Gemeinden Bad Doberan, Kröpelin, Kühlungsborn, Neubukow und Satow sowie die Ämter Bad Doberan-Land und Neubukow-Salzhaff |
| 14  | Rostock – Landkreis Rostock II                                        | Rostock, vom Landkreis Rostock die Gemeinden Dummerstorf, Graal-Müritz und Sanitz sowie die Ämter Carbäk, Rostocker Heide, Schwaan, Tessin und Warnow-West |
| 15  | Vorpommern-Rügen – Vorpommern-Greifswald I                            | Landkreis Vorpommern-Rügen, vom Landkreis Vorpommern-Greifswald die Stadt Greifswald und das Amt Landhagen |
| 16  | Mecklenburgische Seenplatte I – Vorpommern-Greifswald II              | vom Landkreis Mecklenburgische Seenplatte die Gemeinden Feldberger Seenlandschaft und Neubrandenburg sowie die Ämter Friedland, Neverin, Stargarder Land und Woldegk, Landkreis Vorpommern-Greifswald ohne Greifswald und das Amt Landhagen |
| 17  | Mecklenburgische Seenplatte II – Landkreis Rostock III                | vom Landkreis Mecklenburgische Seenplatte die Städte Dargun, Demmin, Neustrelitz und Waren (Müritz) sowie die Ämter Demmin-Land, Malchin am Kummerower See, Malchow, Mecklenburgische Kleinseenplatte, Neustrelitz-Land, Penzliner Land, Röbel-Müritz, Seenlandschaft Waren, Stavenhagen und Treptower Tollensewinkel, vom Landkreis Rostock die Städte Güstrow und Teterow sowie die Ämter Bützow-Land, Gnoien, Güstrow-Land, Krakow am See, Laage und Mecklenburgische Schweiz                                                               |

### Hamburg
| Nr. | Wahlkreis                   | Gebiet |
| --- | --------------------------- | --- |
| 18  | Hamburg-Mitte               | Bezirk Hamburg-Mitte ohne Wilhelmsburg, vom Bezirk Hamburg-Nord die Stadtteile Barmbek-Nord, Barmbek-Süd, Dulsberg, Hohenfelde und Uhlenhorst |
| 19  | Hamburg-Altona              | Bezirk Altona |
| 20  | Hamburg-Eimsbüttel          | Bezirk Eimsbüttel |
| 21  | Hamburg-Nord                | vom Bezirk Hamburg-Nord die Stadtteile Alsterdorf, Eppendorf, Fuhlsbüttel, Groß Borstel, Hoheluft-Ost, Langenhorn, Ohlsdorf und Winterhude, vom Bezirk Wandsbek die Stadtteile Bergstedt, Duvenstedt, Hummelsbüttel, Lemsahl-Mellingstedt, Poppenbüttel, Sasel, Wellingsbüttel und Wohldorf-Ohlstedt |
| 22  | Hamburg-Wandsbek            | vom Bezirk Wandsbek die Stadtteile Bramfeld, Eilbek, Farmsen-Berne, Jenfeld, Marienthal, Rahlstedt, Steilshoop, Tonndorf, Volksdorf und Wandsbek |
| 23  | Hamburg-Bergedorf – Harburg | Bezirk Bergedorf, Bezirk Harburg, vom Bezirk Hamburg-Mitte der Stadtteil Wilhelmsburg |

### Niedersachsen
| Nr. | Wahlkreis                                  | Gebiet |
| --- | ------------------------------------------ | --- |
| 24  | Aurich – Emden                             | Landkreis Aurich, Emden |
| 25  | Unterems                                   | Landkreis Leer, vom Landkreis Emsland die Gemeinden Haren (Ems), Papenburg, Rhede und Twist sowie die Samtgemeinden Dörpen, Lathen, Nordhümmling, Sögel und Werlte |
| 26  | Friesland – Wilhelmshaven – Wittmund       | Landkreis Friesland, Wilhelmshaven, Landkreis Wittmund |
| 27  | Oldenburg – Ammerland                      | Oldenburg, Landkreis Ammerland |
| 28  | Delmenhorst – Wesermarsch – Oldenburg-Land | Delmenhorst, Landkreis Wesermarsch, Landkreis Oldenburg |
| 29  | Cuxhaven – Stade II                        | Landkreis Cuxhaven, vom Landkreis Stade die Gemeinde Drochtersen sowie die Samtgemeinden Nordkehdingen und Oldendorf-Himmelpforten |
| 30  | Stade I – Rotenburg II                     | vom Landkreis Stade die Gemeinden Stade, Buxtehude und Jork sowie die Samtgemeinden Apensen, Fredenbeck, Harsefeld, Horneburg und Lühe, vom Landkreis Rotenburg (Wümme) die Städte Bremervörde und Gnarrenburg sowie die Samtgemeinden Geestequelle, Selsingen, Sittensen, Tarmstedt und Zeven                                                                 |
| 31  | Mittelems                                  | Landkreis Grafschaft Bentheim, vom Landkreis Emsland die Gemeinden Emsbüren, Geeste, Haselünne, Lingen (Ems), Meppen und Salzbergen sowie die Samtgemeinden Freren, Herzlake, Lengerich und Spelle |
| 32  | Cloppenburg – Vechta                       | Landkreis Cloppenburg, Landkreis Vechta |
| 33  | Diepholz – Nienburg I                      | Landkreis Diepholz, vom Landkreis Nienburg/Weser die Samtgemeinden Grafschaft Hoya und Uchte |
| 34  | Osterholz – Verden                         | Landkreis Osterholz, Landkreis Verden |
| 35  | Rotenburg I – Heidekreis                   | Heidekreis, vom Landkreis Rotenburg (Wümme) die Städte Rotenburg (Wümme), Scheeßel und Visselhövede sowie die Samtgemeinden Bothel, Fintel und Sottrum |
| 36  | Harburg                                    | Landkreis Harburg |
| 37  | Lüchow-Dannenberg – Lüneburg               | Landkreis Lüchow-Dannenberg, Landkreis Lüneburg |
| 38  | Osnabrück-Land                             | Landkreis Osnabrück ohne Belm, Georgsmarienhütte, Hagen am Teutoburger Wald, Hasbergen und Wallenhorst |
| 39  | Stadt Osnabrück                            | Osnabrück, vom Landkreis Osnabrück die Gemeinden Belm, Georgsmarienhütte, Hagen am Teutoburger Wald, Hasbergen und Wallenhorst |
| 40  | Nienburg II – Schaumburg                   | Landkreis Nienburg/Weser ohne die Samtgemeinden Uchte und Grafschaft Hoya, Landkreis Schaumburg |
| 41  | Stadt Hannover I                           | nördlicher Teil von Hannover mit den Stadtteilen Anderten, Bothfeld, Brink-Hafen, Burg, Groß-Buchholz, Hainholz, Heideviertel, Isernhagen-Süd, Kleefeld, Lahe, Ledeburg, Leinhausen, List, Marienwerder, Misburg-Nord, Misburg-Süd, Nordhafen, Oststadt, Sahlkamp, Stöcken, Vahrenheide, Vahrenwald, Vinnhorst und Zoo                                         |
| 42  | Stadt Hannover II                          | südlicher Teil von Hannover mit den Stadtteilen Ahlem, Badenstedt, Bemerode, Bornum, Bult, Calenberger Neustadt, Davenstedt, Döhren, Herrenhausen, Kirchrode, Limmer, Linden-Mitte, Linden-Nord, Linden-Süd, Mitte, Mittelfeld, Mühlenberg, Nordstadt, Oberricklingen, Ricklingen, Seelhorst, Südstadt, Waldhausen, Waldheim, Wettbergen, Wülfel und Wülferode |
| 43  | Hannover-Land I                            | von der Region Hannover die Gemeinden Burgdorf, Burgwedel, Garbsen, Isernhagen, Langenhagen, Neustadt am Rübenberge, Wedemark und Wunstorf |
| 44  | Celle – Uelzen                             | Landkreis Celle, Landkreis Uelzen |
| 45  | Gifhorn – Peine                            | Landkreis Gifhorn ohne die Samtgemeinden Boldecker Land und Brome, Landkreis Peine |
| 46  | Hameln-Pyrmont – Holzminden                | Landkreis Hameln-Pyrmont, Landkreis Holzminden, vom Landkreis Northeim die Gemeinden Bodenfelde und Uslar |
| 47  | Hannover-Land II                           | von der Region Hannover die Gemeinden Barsinghausen, Gehrden, Hemmingen, Laatzen, Lehrte, Pattensen, Ronnenberg, Seelze, Sehnde, Springe, Uetze und Wennigsen |
| 48  | Hildesheim                                 | Landkreis Hildesheim |
| 49  | Salzgitter – Wolfenbüttel                  | Salzgitter, Landkreis Wolfenbüttel, vom Landkreis Goslar die Gemeinden Langelsheim, Liebenburg und Seesen |
| 50  | Braunschweig                               | Braunschweig |
| 51  | Helmstedt – Wolfsburg                      | Landkreis Helmstedt, Wolfsburg, vom Landkreis Gifhorn die Samtgemeinden Boldecker Land und Brome |
| 52  | Goslar – Northeim – Göttingen II           | vom Landkreis Goslar die Städte Bad Harzburg, Braunlage, Clausthal-Zellerfeld und Goslar, Landkreis Northeim ohne Bodenfelde und Uslar, vom Landkreis Göttingen die Gemeinden Osterode am Harz, Bad Grund (Harz) und Walkenried sowie die Samtgemeinde Hattorf am Harz                                                                                         |
| 53  | Göttingen I                                | Landkreis Göttingen ohne die Gemeinden Osterode am Harz, Bad Grund (Harz) und Walkenried sowie ohne die Samtgemeinde Hattorf am Harz |

### Bremen
| Nr. | Wahlkreis               | Gebiet |
| --- | ----------------------- | --- |
| 54  | Bremen I                | Stadtbezirk Ost, vom Stadtbezirk Mitte der Stadtteil Mitte, vom Stadtbezirk Süd die Stadtteile Huchting, Obervieland und Neustadt                          |
| 55  | Bremen II – Bremerhaven | Stadtbezirke West und Nord, vom Stadtbezirk Mitte der Stadtteil Häfen, vom Stadtbezirk Süd die Stadtteile Woltmershausen, Seehausen und Strom, Bremerhaven |

### Brandenburg
| Nr. | Wahlkreis                                                                          | Gebiet |
| --- | ---------------------------------------------------------------------------------- | --- |
| 56  | Prignitz – Ostprignitz-Ruppin – Havelland I                                        | Landkreis Prignitz, Landkreis Ostprignitz-Ruppin, vom Landkreis Havelland die Stadt Nauen sowie die Ämter Friesack, Nennhausen und Rhinow |
| 57  | Uckermark – Barnim I                                                               | Landkreis Uckermark, vom Landkreis Barnim die Gemeinden Eberswalde, Schorfheide und Wandlitz sowie die Ämter Biesenthal-Barnim, Britz-Chorin-Oderberg und Joachimsthal (Schorfheide) |
| 58  | Oberhavel – Havelland II                                                           | Landkreis Oberhavel, vom Landkreis Havelland die Gemeinden Brieselang, Dallgow-Döberitz, Falkensee, Ketzin/Havel, Schönwalde-Glien und Wustermark |
| 59  | Märkisch-Oderland – Barnim II                                                      | Landkreis Märkisch-Oderland, vom Landkreis Barnim die Gemeinden Ahrensfelde, Bernau bei Berlin, Panketal und Werneuchen |
| 60  | Brandenburg an der Havel – Potsdam-Mittelmark I – Havelland III – Teltow-Fläming I | Brandenburg an der Havel, vom Landkreis Potsdam-Mittelmark die Gemeinden Beelitz, Bad Belzig, Groß Kreutz (Havel), Kloster Lehnin, Seddiner See, Treuenbrietzen, Werder (Havel) und Wiesenburg/Mark sowie die Ämter Beetzsee, Brück, Niemegk, Wusterwitz und Ziesar, vom Landkreis Havelland die Gemeinden Milower Land, Premnitz und Rathenow, vom Landkreis Teltow-Fläming die Gemeinden Jüterbog und Niedergörsdorf |
| 61  | Potsdam – Potsdam-Mittelmark II – Teltow-Fläming II                                | Potsdam, vom Landkreis Potsdam-Mittelmark die Gemeinden Kleinmachnow, Michendorf, Nuthetal, Schwielowsee, Stahnsdorf und Teltow, vom Landkreis Teltow-Fläming die Stadt Ludwigsfelde |
| 62  | Dahme-Spreewald – Teltow-Fläming III                                               | Landkreis Dahme-Spreewald, vom Landkreis Teltow-Fläming die Gemeinden Am Mellensee, Baruth/Mark, Blankenfelde-Mahlow, Großbeeren, Luckenwalde, Nuthe-Urstromtal, Rangsdorf, Trebbin und Zossen sowie das Amt Dahme/Mark |
| 63  | Frankfurt (Oder) – Oder-Spree                                                      | Frankfurt (Oder), Landkreis Oder-Spree |
| 64  | Cottbus – Spree-Neiße                                                              | Cottbus, Landkreis Spree-Neiße |
| 65  | Elbe-Elster – Oberspreewald-Lausitz                                                | Landkreis Elbe-Elster, Landkreis Oberspreewald-Lausitz |

### Sachsen-Anhalt
| Nr. | Wahlkreis                    | Gebiet |
| --- | ---------------------------- | --- |
| 66  | Altmark – Jerichower Land    | Altmarkkreis Salzwedel, Landkreis Jerichower Land, Landkreis Stendal |
| 67  | Börde – Salzlandkreis        | Landkreis Börde, vom Salzlandkreis die Gemeinden Bernburg (Saale), Hecklingen, Könnern, Nienburg (Saale) und Staßfurt sowie die Verbandsgemeinden Egelner Mulde und Saale-Wipper |
| 68  | Harz                         | Landkreis Harz, vom Salzlandkreis die Gemeinden Aschersleben und Seeland |
| 69  | Magdeburg                    | Magdeburg, vom Salzlandkreis die Gemeinden Barby, Bördeland, Calbe (Saale) und Schönebeck (Elbe) |
| 70  | Anhalt – Dessau – Wittenberg | Dessau-Roßlau, Landkreis Wittenberg, vom Landkreis Anhalt-Bitterfeld die Gemeinden Bitterfeld-Wolfen, Muldestausee, Raguhn-Jeßnitz und Zerbst/Anhalt |
| 71  | Halle                        | Halle (Saale), vom Saalekreis die Gemeinden Kabelsketal, Landsberg und Petersberg, vom Landkreis Anhalt-Bitterfeld die Gemeinden Sandersdorf-Brehna und Zörbig |
| 72  | Burgenland – Saalekreis      | Burgenlandkreis, vom Saalekreis die Gemeinden Bad Dürrenberg, Braunsbedra, Leuna, Merseburg und Schkopau |
| 73  | Mansfeld                     | Landkreis Mansfeld-Südharz, vom Saalekreis die Gemeinden Bad Lauchstädt, Mücheln (Geiseltal), Querfurt, Salzatal, Teutschenthal und Wettin-Löbejün sowie die Verbandsgemeinde Weida-Land, vom Landkreis Anhalt-Bitterfeld die Gemeinden Aken (Elbe), Köthen (Anhalt), Osternienburger Land und Südliches Anhalt |

### Berlin
| Nr. | Wahlkreis                                               | Gebiet |
| --- | ------------------------------------------------------- | --- |
| 74  | Berlin-Mitte                                            | Bezirk Mitte |
| 75  | Berlin-Pankow                                           | Bezirk Pankow ohne den südöstlichen Teil von Prenzlauer Berg                                                               |
| 76  | Berlin-Reinickendorf                                    | Bezirk Reinickendorf |
| 77  | Berlin-Spandau – Charlottenburg Nord                    | Bezirk Spandau, vom Bezirk Charlottenburg-Wilmersdorf das Gebiet nördlich der Spree (Kalowswerder und Charlottenburg-Nord) |
| 78  | Berlin-Steglitz – Zehlendorf                            | Bezirk Steglitz-Zehlendorf                                                                                                 |
| 79  | Berlin-Charlottenburg – Wilmersdorf                     | Bezirk Charlottenburg-Wilmersdorf ohne das Gebiet nördlich der Spree (Kalowswerder und Charlottenburg-Nord)                |
| 80  | Berlin-Tempelhof – Schöneberg                           | Bezirk Tempelhof-Schöneberg                                                                                                |
| 81  | Berlin-Neukölln                                         | Bezirk Neukölln |
| 82  | Berlin-Friedrichshain – Kreuzberg – Prenzlauer Berg Ost | Bezirk Friedrichshain-Kreuzberg, vom Bezirk Pankow der südöstliche Teil von Prenzlauer Berg                                |
| 83  | Berlin-Treptow – Köpenick                               | Bezirk Treptow-Köpenick |
| 84  | Berlin-Marzahn – Hellersdorf                            | Bezirk Marzahn-Hellersdorf                                                                                                 |
| 85  | Berlin-Lichtenberg                                      | Bezirk Lichtenberg |

### Nordrhein-Westfalen
| Nr. | Wahlkreis                           | Gebiet |
| --- | ----------------------------------- | --- |
| 86  | Aachen I                            | von der Städteregion Aachen die Stadt Aachen |
| 87  | Aachen II                           | Städteregion Aachen ohne die Stadt Aachen |
| 88  | Heinsberg                           | Kreis Heinsberg |
| 89  | Düren                               | Kreis Düren |
| 90  | Rhein-Erft-Kreis I                  | Vom Rhein-Erft-Kreis die Gemeinden Bedburg, Bergheim, Pulheim, Elsdorf, Frechen, Hürth und Kerpen                                                                                        |
| 91  | Euskirchen – Rhein-Erft-Kreis II    | Kreis Euskirchen, vom Rhein-Erft-Kreis die Gemeinden Brühl, Erftstadt und Wesseling |
| 92  | Köln I                              | vom Stadtbezirk Innenstadt die Stadtteile Altstadt-Nord, Neustadt-Nord und Deutz, Stadtbezirk Porz, Stadtbezirk Kalk                                                                     |
| 93  | Köln II                             | vom Stadtbezirk Innenstadt die Stadtteile Altstadt-Süd und Neustadt-Süd, Stadtbezirk Rodenkirchen, Stadtbezirk Lindenthal                                                                |
| 94  | Köln III                            | Stadtbezirk Ehrenfeld, Stadtbezirk Nippes, Stadtbezirk Chorweiler |
| 95  | Bonn                                | Bonn |
| 96  | Rhein-Sieg-Kreis I                  | Siegburg, Troisdorf, Eitorf, Hennef, Lohmar, Much, Neunkirchen-Seelscheid, Niederkassel, Ruppichteroth und Windeck                                                                       |
| 97  | Rhein-Sieg-Kreis II                 | Sankt Augustin, Königswinter, Alfter, Bad Honnef, Bornheim, Meckenheim, Rheinbach, Swisttal und Wachtberg                                                                                |
| 98  | Oberbergischer Kreis                | Oberbergischer Kreis |
| 99  | Rheinisch-Bergischer Kreis          | Rheinisch-Bergischer Kreis |
| 100 | Leverkusen – Köln IV                | Leverkusen, von Köln der Stadtbezirk Mülheim |
| 101 | Wuppertal I                         | Wuppertal ohne die Stadtbezirke Cronenberg und Ronsdorf |
| 102 | Solingen – Remscheid – Wuppertal II | Solingen, Remscheid, von Wuppertal die Stadtbezirke Cronenberg und Ronsdorf |
| 103 | Mettmann I                          | vom Kreis Mettmann die Städte Erkrath, Haan, Hilden, Langenfeld, Mettmann und Monheim am Rhein                                                                                           |
| 104 | Mettmann II                         | vom Kreis Mettmann die Städte Heiligenhaus, Ratingen, Velbert und Wülfrath |
| 105 | Düsseldorf I                        | Stadtbezirke 1, 2, 4, 5, 6, 7 |
| 106 | Düsseldorf II                       | Stadtbezirke 3, 8, 9, 10 |
| 107 | Neuss I                             | vom Rhein-Kreis Neuss die Gemeinden Dormagen, Grevenbroich, Neuss und Rommerskirchen |
| 108 | Mönchengladbach                     | Mönchengladbach |
| 109 | Krefeld I – Neuss II                | von Krefeld die Stadtbezirke West, Süd, Fischeln, Oppum-Linn und Uerdingen, vom Rhein-Kreis Neuss die Städte Jüchen, Kaarst, Meerbusch und Korschenbroich                                |
| 110 | Viersen                             | Kreis Viersen |
| 111 | Kleve                               | Kreis Kleve |
| 112 | Wesel I                             | vom Kreis Wesel die Gemeinden Alpen, Wesel, Hamminkeln, Hünxe, Kamp-Lintfort, Schermbeck, Voerde, Xanten, Rheinberg, Sonsbeck                                                            |
| 113 | Krefeld II – Wesel II               | von Krefeld die Stadtbezirke Nord, Hüls, Mitte und Ost, vom Kreis Wesel die Städte Moers und Neukirchen-Vluyn                                                                            |
| 114 | Duisburg I                          | Stadtbezirke Rheinhausen und Süd sowie Stadtbezirk Mitte ohne Duissern |
| 115 | Duisburg II                         | Stadtbezirke Walsum, Hamborn, Meiderich/Beeck und Homberg/Ruhrort/Baerl sowie vom Stadtbezirk Mitte der Stadtteil Duissern                                                               |
| 116 | Oberhausen – Wesel III              | Oberhausen, vom Kreis Wesel die Stadt Dinslaken |
| 117 | Mülheim – Essen I                   | Mülheim an der Ruhr, von Essen der Stadtbezirk IV |
| 118 | Essen II                            | Stadtbezirke I, V, VI und VII |
| 119 | Essen III                           | Stadtbezirke II, III, VIII und IX |
| 120 | Recklinghausen I                    | vom Kreis Recklinghausen die Städte Castrop-Rauxel, Recklinghausen und Waltrop |
| 121 | Recklinghausen II                   | vom Kreis Recklinghausen die Städte Datteln, Haltern am See, Herten, Marl und Oer-Erkenschwick                                                                                           |
| 122 | Gelsenkirchen                       | Gelsenkirchen |
| 123 | Steinfurt I – Borken I              | vom Kreis Steinfurt die Gemeinden Horstmar, Metelen, Neuenkirchen, Ochtrup, Rheine, Steinfurt und Wettringen, vom Kreis Borken die Gemeinden Ahaus, Gronau, Heek, Legden und Schöppingen |
| 124 | Bottrop – Recklinghausen III        | Bottrop, vom Kreis Recklinghausen die Städte Gladbeck und Dorsten |
| 125 | Borken II                           | vom Kreis Borken die Gemeinden Bocholt, Borken, Gescher, Isselburg, Rhede, Stadtlohn, Südlohn, Velen, Vreden, Heiden, Raesfeld und Reken                                                 |
| 126 | Coesfeld – Steinfurt II             | Kreis Coesfeld, vom Kreis Steinfurt die Gemeinden Altenberge, Laer und Nordwalde |
| 127 | Steinfurt III                       | vom Kreis Steinfurt die Gemeinden Emsdetten, Greven, Hörstel, Hopsten, Ibbenbüren, Ladbergen, Lengerich, Lienen, Lotte, Mettingen, Recke, Saerbeck, Tecklenburg und Westerkappeln        |
| 128 | Münster                             | Münster |
| 129 | Warendorf                           | Kreis Warendorf |
| 130 | Gütersloh I                         | Kreis Gütersloh ohne die Städte Werther (Westfalen) und Schloß Holte-Stukenbrock |
| 131 | Bielefeld – Gütersloh II            | Bielefeld, vom Kreis Gütersloh die Stadt Werther (Westfalen) |
| 132 | Herford – Minden-Lübbecke II        | Kreis Herford, vom Kreis Minden-Lübbecke die Stadt Bad Oeynhausen |
| 133 | Minden-Lübbecke I                   | Kreis Minden-Lübbecke ohne die Stadt Bad Oeynhausen |
| 134 | Lippe I                             | vom Kreis Lippe die Gemeinden Detmold, Lemgo, Lage, Bad Salzuflen, Oerlinghausen, Leopoldshöhe, Barntrup, Blomberg, Dörentrup, Kalletal und Extertal                                     |
| 135 | Höxter – Gütersloh III – Lippe II   | Kreis Höxter, vom Kreis Gütersloh die Gemeinde Schloß Holte-Stukenbrock, vom Kreis Lippe die Gemeinden Augustdorf, Horn-Bad Meinberg, Lügde, Schieder-Schwalenberg und Schlangen         |
| 136 | Paderborn                           | Kreis Paderborn |
| 137 | Hagen – Ennepe-Ruhr-Kreis I         | Hagen, vom Ennepe-Ruhr-Kreis die Städte Breckerfeld, Gevelsberg, Schwelm und Ennepetal                                                                                                   |
| 138 | Ennepe-Ruhr-Kreis II                | vom Ennepe-Ruhr-Kreis die Städte Hattingen, Herdecke, Sprockhövel, Wetter und Witten |
| 139 | Bochum I                            | von Bochum die Stadtbezirke Mitte, Wattenscheid, Süd und Südwest |
| 140 | Herne – Bochum II                   | Herne, von Bochum die Stadtbezirke Nord und Ost |
| 141 | Dortmund I                          | Stadtbezirke Innenstadt-West, Innenstadt-Ost, Hombruch, Huckarde, Lütgendortmund und Mengede                                                                                             |
| 142 | Dortmund II                         | Stadtbezirke Innenstadt-Nord, Eving, Aplerbeck, Brackel, Hörde und Scharnhorst |
| 143 | Unna I                              | vom Kreis Unna die Gemeinden Unna, Kamen, Bergkamen, Bönen, Fröndenberg/Ruhr, Holzwickede und Schwerte                                                                                   |
| 144 | Hamm – Unna II                      | Hamm, vom Kreis Unna die Städte Lünen, Selm und Werne |
| 145 | Soest                               | Kreis Soest |
| 146 | Hochsauerlandkreis                  | Hochsauerlandkreis |
| 147 | Siegen-Wittgenstein                 | Kreis Siegen-Wittgenstein |
| 148 | Olpe – Märkischer Kreis I           | Kreis Olpe, vom Märkischen Kreis die Gemeinden Lüdenscheid, Meinerzhagen, Kierspe, Halver, Herscheid und Schalksmühle                                                                    |
| 149 | Märkischer Kreis II                 | vom Märkischen Kreis die Gemeinden Iserlohn, Altena, Plettenberg, Werdohl, Balve, Hemer, Menden (Sauerland), Nachrodt-Wiblingwerde und Neuenrade                                         |

### Sachsen
| Nr. | Wahlkreis                              | Gebiet |
| --- | -------------------------------------- | --- |
| 150 | Nordsachsen                            | Landkreis Nordsachsen |
| 151 | Leipzig I                              | Stadtbezirke Alt-West, Nord, Nordost, Nordwest, Ost |
| 152 | Leipzig II                             | Stadtbezirke Mitte, Süd, Südost, Südwest, West |
| 153 | Leipzig-Land                           | Landkreis Leipzig |
| 154 | Meißen                                 | Landkreis Meißen |
| 155 | Bautzen I                              | Landkreis Bautzen ohne Arnsdorf, Ottendorf-Okrilla, Radeberg, Wachau und Großröhrsdorf |
| 156 | Görlitz                                | Landkreis Görlitz |
| 157 | Sächsische Schweiz – Osterzgebirge     | Landkreis Sächsische Schweiz-Osterzgebirge |
| 158 | Dresden I                              | von Dresden die Ortsamtsbereiche Altstadt, Blasewitz, Leuben, Plauen und Prohlis |
| 159 | Dresden II – Bautzen II                | von Dresden die Ortsamtsbereiche Cotta, Klotzsche, Loschwitz, Neustadt und Pieschen sowie die Ortschaften Altfranken, Cossebaude, Gompitz, Langebrück, Mobschatz, Oberwartha, Schönborn, Schönfeld-Weißig und Weixdorf, vom Landkreis Bautzen die Gemeinden Arnsdorf, Ottendorf-Okrilla, Radeberg, Wachau und Großröhrsdorf |
| 160 | Mittelsachsen                          | vom Landkreis Mittelsachsen die Gemeinden Altmittweida, Augustusburg, Bobritzsch-Hilbersdorf, Brand-Erbisdorf, Döbeln, Dorfchemnitz, Eppendorf, Flöha, Frankenberg/Sachsen, Frauenstein, Freiberg, Großhartmannsdorf, Großschirma, Großweitzschen, Hainichen, Halsbrücke, Hartha, Jahnatal, Kriebstein, Leisnig, Leubsdorf, Mulda/Sa., Lichtenberg/Erzgeb., Mittweida, Neuhausen/Erzgeb., Niederwiesa, Oberschöna, Oederan, Rechenberg-Bienenmühle, Reinsberg, Rossau, Roßwein, Sayda, Striegistal, Waldheim und Weißenborn/Erzgeb. |
| 161 | Chemnitz                               | Chemnitz |
| 162 | Chemnitzer Umland – Erzgebirgskreis II | vom Landkreis Mittelsachsen die Gemeinden Geringswalde, Lunzenau, Penig, Claußnitz, Erlau, Hartmannsdorf, Königshain-Wiederau, Lichtenau, Wechselburg, Burgstädt, Mühlau, Taura, Königsfeld, Rochlitz, Seelitz und Zettlitz, vom Landkreis Zwickau die Gemeinden Callenberg, Gersdorf, Hohenstein-Ernstthal, Oberlungwitz, Limbach-Oberfrohna, Niederfrohna, Bernsdorf, Lichtenstein/Sa. und St. Egidien, vom Erzgebirgskreis die Gemeinden Auerbach, Burkhardtsdorf, Gornsdorf, Hohndorf, Jahnsdorf/Erzgeb., Lugau, Neukirchen/Erzgeb., Niederdorf, Niederwürschnitz, Oelsnitz/Erzgeb., Stollberg/Erzgeb., Thalheim/Erzgeb. und Zwönitz                                                                                       |
| 163 | Erzgebirgskreis I                      | vom Erzgebirgskreis die Gemeinden Amtsberg, Annaberg-Buchholz, Aue-Bad Schlema, Breitenbrunn/Erzgeb., Crottendorf, Drebach, Ehrenfriedersdorf, Eibenstock, Gelenau/Erzgeb., Großolbersdorf, Großrückerswalde, Grünhain-Beierfeld, Jöhstadt, Johanngeorgenstadt, Lauter-Bernsbach, Lößnitz, Marienberg, Mildenau, Kurort Oberwiesenthal, Olbernhau, Pockau-Lengefeld, Raschau-Markersbach, Schneeberg, Schönheide, Schwarzenberg/Erzgeb., Sehmatal, Stützengrün, Thermalbad Wiesenbad, Thum, Wolkenstein, Bärenstein, Königswalde, Geyer, Tannenberg, Deutschneudorf, Heidersdorf, Kurort Seiffen/Erzgeb., Scheibenberg, Schlettau, Gornau/Erzgeb., Zschopau, Bockau, Zschorlau, Elterlein, Börnichen/Erzgeb. und Grünhainichen |
| 164 | Zwickau                                | Vom Landkreis Zwickau die Gemeinden Zwickau, Fraureuth, Glauchau, Hartenstein, Langenbernsdorf, Langenweißbach, Lichtentanne, Mülsen, Neukirchen/Pleiße, Reinsdorf, Werdau, Wildenfels, Wilkau-Haßlau, Crimmitschau, Dennheritz, Crinitzberg, Hartmannsdorf bei Kirchberg, Hirschfeld, Kirchberg, Meerane, Schönberg, Oberwiera, Remse und Waldenburg |
| 165 | Vogtlandkreis                          | Vogtlandkreis |

### Hessen
| Nr. | Wahlkreis                            | Gebiet |
| --- | ------------------------------------ | --- |
| 166 | Waldeck                              | vom Landkreis Waldeck-Frankenberg die Gemeinden Bad Arolsen, Bad Wildungen, Diemelsee, Diemelstadt, Edertal, Korbach, Lichtenfels, Twistetal, Volkmarsen, Waldeck und Willingen (Upland), vom Landkreis Kassel die Gemeinden Bad Emstal, Bad Karlshafen, Baunatal, Breuna, Calden, Grebenstein, Habichtswald, Hofgeismar, Immenhausen, Liebenau, Naumburg, Reinhardshagen, Schauenburg, Trendelburg, Wesertal, Wolfhagen und Zierenberg sowie der Gutsbezirk Reinhardswald |
| 167 | Kassel                               | Kassel, vom Landkreis Kassel die Gemeinden Ahnatal, Espenau, Fuldabrück, Fuldatal, Helsa, Kaufungen, Lohfelden, Nieste, Niestetal, Söhrewald und Vellmar |
| 168 | Werra-Meißner – Hersfeld-Rotenburg   | Werra-Meißner-Kreis, Landkreis Hersfeld-Rotenburg |
| 169 | Schwalm-Eder                         | Schwalm-Eder-Kreis, vom Landkreis Waldeck-Frankenberg die Gemeinden Allendorf (Eder), Battenberg (Eder), Burgwald, Frankenau, Frankenberg (Eder), Gemünden (Wohra), Haina (Kloster), Hatzfeld (Eder), Rosenthal und Vöhl |
| 170 | Marburg                              | Landkreis Marburg-Biedenkopf |
| 171 | Lahn-Dill                            | Lahn-Dill-Kreis, vom Landkreis Gießen die Gemeinden Biebertal und Wettenberg |
| 172 | Gießen                               | Landkreis Gießen ohne die Gemeinden Biebertal und Wettenberg, vom Vogelsbergkreis die Gemeinden Alsfeld, Antrifttal, Feldatal, Gemünden (Felda), Homberg (Ohm), Kirtorf, Mücke und Romrod |
| 173 | Fulda                                | Landkreis Fulda, vom Vogelsbergkreis die Gemeinden Freiensteinau, Grebenau, Grebenhain, Herbstein, Lauterbach (Hessen), Lautertal (Vogelsberg), Schlitz, Schwalmtal, Ulrichstein und Wartenberg |
| 174 | Main-Kinzig – Wetterau II – Schotten | vom Main-Kinzig-Kreis die Gemeinden Bad Orb, Bad Soden-Salmünster, Biebergemünd, Birstein, Brachttal, Flörsbachtal, Freigericht, Gelnhausen, Gründau, Jossgrund, Linsengericht, Schlüchtern, Sinntal, Steinau an der Straße und Wächtersbach sowie den Gutsbezirk Spessart, vom Wetteraukreis die Gemeinden Altenstadt, Büdingen, Gedern, Glauburg, Hirzenhain, Kefenrod, Limeshain und Ortenberg, vom Vogelsbergkreis die Stadt Schotten                                  |
| 175 | Hochtaunus                           | vom Hochtaunuskreis die Gemeinden Bad Homburg vor der Höhe, Friedrichsdorf, Glashütten, Grävenwiesbach, Neu-Anspach, Oberursel (Taunus), Schmitten im Taunus, Usingen, Wehrheim und Weilrod, vom Landkreis Limburg-Weilburg die Gemeinden Beselich, Löhnberg, Mengerskirchen, Merenberg, Runkel, Villmar, Weilburg, Weilmünster und Weinbach |
| 176 | Wetterau I                           | vom Wetteraukreis die Gemeinden Bad Nauheim, Bad Vilbel, Butzbach, Echzell, Florstadt, Friedberg (Hessen), Karben, Münzenberg, Nidda, Niddatal, Ober-Mörlen, Ranstadt, Reichelsheim (Wetterau), Rockenberg, Rosbach vor der Höhe, Wölfersheim und Wöllstadt |
| 177 | Rheingau-Taunus – Limburg            | Rheingau-Taunus-Kreis, vom Landkreis Limburg-Weilburg die Gemeinden Bad Camberg, Brechen, Dornburg, Elbtal, Elz, Hadamar, Hünfelden, Limburg, Selters (Taunus) und Waldbrunn (Westerwald) |
| 178 | Wiesbaden                            | Wiesbaden |
| 179 | Hanau                                | vom Main-Kinzig-Kreis die Gemeinden Bruchköbel, Erlensee, Großkrotzenburg, Hammersbach, Hanau, Hasselroth, Langenselbold, Maintal, Neuberg, Nidderau, Niederdorfelden, Rodenbach, Ronneburg und Schöneck |
| 180 | Main-Taunus                          | Main-Taunus-Kreis, vom Hochtaunuskreis die Städte Königstein, Kronberg und Steinbach |
| 181 | Frankfurt am Main I                  | Ortsbezirke Innenstadt I, Innenstadt II, Mitte-West, Nord-West und Mitte-Nord, Ortsbezirk West ohne den Stadtteil Schwanheim |
| 182 | Frankfurt am Main II                 | Ortsbezirke Innenstadt III, Bornheim/Ostend, Süd, Nord-Ost, Ost, Kalbach-Riedberg, Nieder-Erlenbach, Harheim, Nieder-Eschbach und Bergen-Enkheim, vom Ortsbezirk West der Stadtteil Schwanheim |
| 183 | Groß-Gerau                           | Landkreis Groß-Gerau |
| 184 | Offenbach                            | Offenbach am Main, vom Landkreis Offenbach die Gemeinden Dietzenbach, Dreieich, Egelsbach, Heusenstamm, Langen, Mühlheim am Main, Neu-Isenburg und Obertshausen |
| 185 | Darmstadt                            | Darmstadt, vom Landkreis Darmstadt-Dieburg die Gemeinden Alsbach-Hähnlein, Bickenbach, Eppertshausen, Erzhausen, Griesheim, Messel, Modautal, Mühltal, Münster (Hessen), Ober-Ramstadt, Pfungstadt, Roßdorf, Seeheim-Jugenheim und Weiterstadt |
| 186 | Odenwald                             | Odenwaldkreis, vom Landkreis Darmstadt-Dieburg die Gemeinden Babenhausen, Dieburg, Fischbachtal, Groß-Bieberau, Groß-Umstadt, Groß-Zimmern, Otzberg, Reinheim und Schaafheim, vom Landkreis Offenbach die Gemeinden Hainburg, Mainhausen, Rodgau, Rödermark und Seligenstadt |
| 187 | Bergstraße                           | Landkreis Bergstraße |

### Thüringen
| Nr. | Wahlkreis                                                     | Gebiet                                                                                |
| --- | ------------------------------------------------------------- | ------------------------------------------------------------------------------------- |
| 188 | Eichsfeld – Nordhausen – Kyffhäuserkreis                      | Landkreis Eichsfeld, Landkreis Nordhausen, Kyffhäuserkreis                            |
| 189 | Eisenach – Wartburgkreis – Unstrut-Hainich-Kreis              | Wartburgkreis, Unstrut-Hainich-Kreis                                                  |
| 190 | Jena – Sömmerda – Weimarer Land I                             | Jena, Landkreis Sömmerda, Landkreis Weimarer Land ohne die Gemeinde Grammetal         |
| 191 | Gotha – Ilm-Kreis                                             | Landkreis Gotha, Ilm-Kreis                                                            |
| 192 | Erfurt – Weimar – Weimarer Land II                            | Erfurt, Weimar, vom Landkreis Weimarer Land die Gemeinde Grammetal                    |
| 193 | Gera – Greiz – Altenburger Land                               | Gera, Landkreis Greiz, Landkreis Altenburger Land                                     |
| 194 | Saalfeld-Rudolstadt – Saale-Holzland-Kreis – Saale-Orla-Kreis | Landkreis Saalfeld-Rudolstadt, Saale-Holzland-Kreis, Saale-Orla-Kreis                 |
| 195 | Suhl – Schmalkalden-Meiningen – Hildburghausen – Sonneberg    | Suhl, Landkreis Schmalkalden-Meiningen, Landkreis Hildburghausen, Landkreis Sonneberg |

### Rheinland-Pfalz
| Nr. | Wahlkreis                | Gebiet |
| --- | ------------------------ | --- |
| 196 | Neuwied                  | Landkreis Neuwied, Landkreis Altenkirchen (Westerwald) |
| 197 | Ahrweiler                | Landkreis Ahrweiler, vom Landkreis Mayen-Koblenz die Städte Andernach und Mayen sowie die Verbandsgemeinden Maifeld, Mendig, Pellenz und Vordereifel |
| 198 | Koblenz                  | Koblenz, vom Rhein-Lahn-Kreis die Stadt Lahnstein, die Verbandsgemeinde Loreley sowie von der Verbandsgemeinde Bad Ems-Nassau die Ortsgemeinden Arzbach, Bad Ems, Becheln, Dausenau, Fachbach, Frücht, Kemmenau, Miellen und Nievern, vom Landkreis Mayen-Koblenz die Stadt Bendorf sowie die Verbandsgemeinden Rhein-Mosel, Vallendar und Weißenthurm                  |
| 199 | Mosel/Rhein-Hunsrück     | Landkreis Cochem-Zell, Rhein-Hunsrück-Kreis, vom Landkreis Bernkastel-Wittlich die Verbandsgemeinden Bernkastel-Kues und Thalfang am Erbeskopf, die Gemeinde Morbach sowie aus der Verbandsgemeinde Traben-Trarbach die Ortsgemeinden Burg (Mosel), Enkirch, Irmenach, Lötzbeuren, Starkenburg und Traben-Trarbach                                                      |
| 200 | Kreuznach                | Landkreis Bad Kreuznach, Landkreis Birkenfeld |
| 201 | Bitburg                  | Eifelkreis Bitburg-Prüm, Landkreis Vulkaneifel, vom Landkreis Bernkastel-Wittlich die Stadt Wittlich, die Verbandsgemeinde Wittlich-Land aus der Verbandsgemeinde Traben-Trarbach die Ortsgemeinden Bausendorf, Bengel, Diefenbach, Flußbach, Hontheim, Kinderbeuern, Kinheim, Kröv, Reil und Willwerscheid                                                             |
| 202 | Trier                    | Trier, Landkreis Trier-Saarburg |
| 203 | Montabaur                | Westerwaldkreis, vom Rhein-Lahn-Kreis die Verbandsgemeinden Aar-Einrich, Diez, Nastätten sowie von der Verbandsgemeinde Bad Ems-Nassau die Ortsgemeinden Attenhausen, Dessighofen, Dienethal, Dornholzhausen, Geisig, Hömberg, Lollschied, Misselberg, Nassau, Obernhof, Oberwies, Pohl, Schweighausen, Seelbach, Singhofen, Sulzbach, Weinähr, Winden und Zimmerschied |
| 204 | Mainz                    | Mainz, vom Landkreis Mainz-Bingen die Gemeinden Bingen am Rhein, Budenheim und Ingelheim am Rhein sowie die Verbandsgemeinden Gau-Algesheim, Nieder-Olm und Rhein-Nahe |
| 205 | Worms                    | Worms, Landkreis Alzey-Worms, vom Landkreis Mainz-Bingen die Verbandsgemeinden Bodenheim, Rhein-Selz und Sprendlingen-Gensingen |
| 206 | Ludwigshafen/Frankenthal | Ludwigshafen am Rhein, Frankenthal (Pfalz), vom Rhein-Pfalz-Kreis die Gemeinden Bobenheim-Roxheim, Böhl-Iggelheim, Limburgerhof, Mutterstadt, die Verbandsgemeinden Dannstadt-Schauernheim, Lambsheim-Heßheim und Maxdorf sowie die Ortsgemeinden Altrip und Neuhofen der Verbandsgemeinde Rheinauen                                                                    |
| 207 | Neustadt – Speyer        | Neustadt an der Weinstraße, Speyer, Landkreis Bad Dürkheim, vom Rhein-Pfalz-Kreis die Verbandsgemeinde Römerberg-Dudenhofen, die Gemeinde Schifferstadt sowie die Ortsgemeinden Otterstadt und Waldsee der Verbandsgemeinde Rheinauen |
| 208 | Kaiserslautern           | Kaiserslautern, Landkreis Kusel, Donnersbergkreis, vom Landkreis Kaiserslautern die Verbandsgemeinden Enkenbach-Alsenborn, Otterbach-Otterberg und Weilerbach |
| 209 | Pirmasens                | Pirmasens, Zweibrücken, Landkreis Südwestpfalz, vom Landkreis Kaiserslautern die Verbandsgemeinden Bruchmühlbach-Miesau, Landstuhl und Ramstein-Miesenbach |
| 210 | Südpfalz                 | Landau in der Pfalz, Landkreis Germersheim, Landkreis Südliche Weinstraße |

### Bayern
| Nr. | Wahlkreis                          | Gebiet |
| --- | ---------------------------------- | --- |
| 211 | Altötting                          | Landkreis Altötting, Landkreis Mühldorf am Inn |
| 212 | Erding – Ebersberg                 | Landkreis Erding, Landkreis Ebersberg |
| 213 | Freising                           | Landkreis Freising, Landkreis Pfaffenhofen an der Ilm, vom Landkreis Neuburg-Schrobenhausen die Gemeinden Schrobenhausen, Aresing, Berg im Gau, Brunnen, Gachenbach, Langenmosen und Waidhofen |
| 214 | Fürstenfeldbruck                   | Landkreis Fürstenfeldbruck ohne die Stadt Germering, Landkreis Dachau |
| 215 | Ingolstadt                         | Ingolstadt, Landkreis Eichstätt, vom Landkreis Neuburg-Schrobenhausen die Gemeinden Bergheim, Burgheim, Ehekirchen, Karlshuld, Karlskron, Königsmoos, Neuburg an der Donau, Oberhausen, Rennertshofen, Rohrenfels und Weichering |
| 216 | München-Nord                       | Stadtbezirke Maxvorstadt, Schwabing-West, Moosach, Milbertshofen-Am Hart, Schwabing-Freimann und Feldmoching-Hasenbergl |
| 217 | München-Ost                        | Stadtbezirke Altstadt-Lehel, Au-Haidhausen, Trudering-Riem, Berg am Laim, Bogenhausen und Ramersdorf-Perlach |
| 218 | München-Süd                        | Stadtbezirke Sendling, Sendling-Westpark, Obergiesing-Fasangarten, Untergiesing-Harlaching, Thalkirchen-Obersendling-Forstenried-Fürstenried-Solln und Hadern |
| 219 | München-West/Mitte                 | Stadtbezirke Ludwigsvorstadt-Isarvorstadt, Schwanthalerhöhe, Neuhausen-Nymphenburg, Pasing-Obermenzing, Aubing-Lochhausen-Langwied, Allach-Untermenzing und Laim |
| 220 | München-Land                       | Landkreis München |
| 221 | Rosenheim                          | Rosenheim, Landkreis Rosenheim |
| 222 | Bad Tölz-Wolfratshausen – Miesbach | Landkreis Bad Tölz-Wolfratshausen, Landkreis Miesbach |
| 223 | Starnberg – Landsberg am Lech      | Landkreis Starnberg, Landkreis Landsberg am Lech, vom Landkreis Fürstenfeldbruck die Stadt Germering |
| 224 | Traunstein                         | Landkreis Traunstein, Landkreis Berchtesgadener Land |
| 225 | Weilheim                           | Landkreis Weilheim-Schongau, Landkreis Garmisch-Partenkirchen |
| 226 | Deggendorf                         | Landkreis Deggendorf, Landkreis Freyung-Grafenau, vom Landkreis Passau die Gemeinden Aicha vorm Wald, Eging am See, Fürstenstein und Hofkirchen |
| 227 | Landshut                           | Landshut, Landkreis Kelheim, Landkreis Landshut ohne die Gemeinden Aham, Gerzen, Kröning, Postau, Schalkham, Weng und Wörth an der Isar |
| 228 | Passau                             | Passau, Landkreis Passau ohne die Gemeinden Aicha vorm Wald, Eging am See, Fürstenstein und Hofkirchen |
| 229 | Rottal-Inn                         | Landkreis Rottal-Inn, Landkreis Dingolfing-Landau, vom Landkreis Landshut die Gemeinden Aham, Gerzen, Kröning, Postau, Schalkham, Weng und Wörth an der Isar |
| 230 | Straubing                          | Straubing, Landkreis Regen, Landkreis Straubing-Bogen |
| 231 | Amberg                             | Amberg, Landkreis Amberg-Sulzbach, Landkreis Neumarkt in der Oberpfalz |
| 232 | Regensburg                         | Regensburg, Landkreis Regensburg ohne die Gemeinden Brennberg und Wörth an der Donau |
| 233 | Schwandorf                         | Landkreis Schwandorf, Landkreis Cham, vom Landkreis Regensburg die Gemeinden Brennberg und Wörth an der Donau |
| 234 | Weiden                             | Weiden in der Oberpfalz, Landkreis Tirschenreuth, Landkreis Neustadt an der Waldnaab |
| 235 | Bamberg                            | Bamberg, vom Landkreis Bamberg die Gemeinden Altendorf, Burgebrach, Burgwindheim, Buttenheim, Ebrach, Frensdorf, Hallstadt, Hirschaid, Lisberg, Pettstadt, Pommersfelden, Priesendorf, Schlüsselfeld, Schönbrunn im Steigerwald, Stegaurach, Strullendorf und Walsdorf, vom Landkreis Forchheim die Gemeinden Forchheim, Dormitz, Effeltrich, Eggolsheim, Hallerndorf, Hausen, Heroldsbach, Hetzles, Igensdorf, Kirchehrenbach, Kleinsendelbach, Kunreuth, Langensendelbach, Leutenbach, Neunkirchen am Brand, Pinzberg, Poxdorf, Weilersbach und Wiesenthau                                                                                  |
| 236 | Bayreuth                           | Bayreuth, Landkreis Bayreuth, vom Landkreis Forchheim die Gemeinden Ebermannstadt, Gräfenberg, Egloffstein, Gößweinstein, Hiltpoltstein, Igensdorf, Obertrubach, Pretzfeld, Unterleinleiter, Weißenohe und Wiesenttal |
| 237 | Coburg                             | Coburg, Landkreis Coburg, Landkreis Kronach, vom Landkreis Hof die Gemeinde Geroldsgrün |
| 238 | Hof                                | Hof, Landkreis Hof ohne die Gemeinde Geroldsgrün, Landkreis Wunsiedel im Fichtelgebirge |
| 239 | Kulmbach                           | Landkreis Kulmbach, Landkreis Lichtenfels vom Landkreis Bamberg die Gemeinden Baunach, Scheßlitz, Bischberg, Breitengüßbach, Gerach, Gundelsheim, Heiligenstadt in Oberfranken, Kemmern, Königsfeld, Lauter, Litzendorf, Memmelsdorf, Oberhaid, Rattelsdorf, Reckendorf, Stadelhofen, Viereth-Trunstadt, Wattendorf und Zapfendorf, |
| 240 | Ansbach                            | Ansbach, Landkreis Ansbach, Landkreis Weißenburg-Gunzenhausen |
| 241 | Erlangen                           | Erlangen, Landkreis Erlangen-Höchstadt, vom Landkreis Neustadt an der Aisch-Bad Windsheim die Gemeinden Dachsbach, Gerhardshofen und Uehlfeld |
| 242 | Fürth                              | Fürth, Landkreis Fürth, Landkreis Neustadt an der Aisch-Bad Windsheim ohne die Gemeinden Dachsbach, Gerhardshofen und Uehlfeld |
| 243 | Nürnberg-Nord                      | von Nürnberg die Bezirke 01 bis 13, 22 bis 30, 64, 65, 70 bis 87 und 90 bis 95 |
| 244 | Nürnberg-Süd                       | von Nürnberg die Bezirke 14 bis 21, 31 bis 55, 60 bis 63, 96 und 97, Schwabach |
| 245 | Roth                               | Landkreis Roth, Landkreis Nürnberger Land |
| 246 | Aschaffenburg                      | Aschaffenburg, Landkreis Aschaffenburg |
| 247 | Bad Kissingen                      | Landkreis Bad Kissingen, Landkreis Rhön-Grabfeld, Landkreis Haßberge |
| 248 | Main-Spessart                      | Landkreis Main-Spessart, Landkreis Miltenberg |
| 249 | Schweinfurt                        | Schweinfurt, Landkreis Schweinfurt, Landkreis Kitzingen |
| 250 | Würzburg                           | Würzburg, Landkreis Würzburg |
| 251 | Augsburg-Stadt                     | Augsburg |
| 252 | Augsburg-Land                      | vom Landkreis Augsburg die Gemeinden Adelsried, Allmannshofen, Altenmünster, Aystetten, Biberbach, Bobingen, Bonstetten, Diedorf, Dinkelscherben, Ehingen, Ellgau, Emersacker, Gablingen, Gersthofen, Gessertshausen, Heretsried, Horgau, Königsbrunn, Kühlenthal, Kutzenhausen, Langweid am Lech, Meitingen, Neusäß, Nordendorf, Stadtbergen, Thierhaupten, Ustersbach, Wehringen, Welden, Westendorf und Zusmarshausen, vom Landkreis Aichach-Friedberg die Gemeinden Adelzhausen, Affing, Aichach, Dasing, Eurasburg, Friedberg, Hollenbach, Kissing, Merching, Mering, Obergriesbach, Rehling, Ried, Schmiechen, Sielenbach und Steindorf |
| 253 | Donau-Ries                         | Landkreis Donau-Ries, Landkreis Dillingen an der Donau, vom Landkreis Aichach-Friedberg die Gemeinden Aindling, Baar, Inchenhofen, Kühbach, Petersdorf, Pöttmes, Schiltberg und Todtenweis, |
| 254 | Neu-Ulm                            | Landkreis Neu-Ulm, Landkreis Günzburg |
| 255 | Memmingen – Unterallgäu            | Memmingen, Landkreis Unterallgäu, vom Landkreis Augsburg die Gemeinden Fischach, Langenneufnach, Mickhausen, Mittelneufnach, Scherstetten, Schwabmünchen und Walkertshofen |
| 256 | Oberallgäu                         | Landkreis Oberallgäu, Landkreis Lindau (Bodensee), Kempten (Allgäu) |
| 257 | Ostallgäu                          | Landkreis Ostallgäu, Kaufbeuren, vom Landkreis Augsburg die Gemeinden Graben, Großaitingen, Hiltenfingen, Kleinaitingen, Klosterlechfeld, Langerringen, Oberottmarshausen und Untermeitingen |

### Baden-Württemberg
| Nr. | Wahlkreis                   | Gebiet |
| --- | --------------------------- | --- |
| 258 | Stuttgart I                 | Stadtbezirke Stuttgart-West, Stuttgart-Mitte, Stuttgart-Süd, Stuttgart-Nord, Birkach, Degerloch, Hedelfingen, Möhringen, Plieningen, Sillenbuch und Vaihingen |
| 259 | Stuttgart II                | Stadtbezirke Stuttgart-Ost, Weilimdorf, Feuerbach, Botnang, Bad Cannstatt, Stammheim, Zuffenhausen, Mühlhausen, Münster, Untertürkheim, Wangen und Obertürkheim |
| 260 | Böblingen                   | Landkreis Böblingen ohne die Gemeinden Steinenbronn, Waldenbuch und Weissach |
| 261 | Esslingen                   | vom Landkreis Esslingen die Gemeinden Aichwald, Altbach, Baltmannsweiler, Deizisau, Denkendorf, Esslingen am Neckar, Hochdorf, Köngen, Lichtenwald, Neuhausen auf den Fildern, Ostfildern, Plochingen, Reichenbach an der Fils, Wendlingen am Neckar und Wernau (Neckar) |
| 262 | Nürtingen                   | vom Landkreis Esslingen die Gemeinden Aichtal, Altdorf, Altenriet, Bempflingen, Beuren, Bissingen an der Teck, Dettingen unter Teck, Erkenbrechtsweiler, Filderstadt, Frickenhausen, Großbettlingen, Holzmaden, Kirchheim unter Teck, Kohlberg, Leinfelden-Echterdingen, Lenningen, Neckartailfingen, Neckartenzlingen, Neidlingen, Neuffen, Notzingen, Nürtingen, Oberboihingen, Ohmden, Owen, Schlaitdorf, Unterensingen, Weilheim an der Teck und Wolfschlugen, vom Landkreis Böblingen die Gemeinden Steinenbronn und Waldenbuch                                                                                  |
| 263 | Göppingen                   | Landkreis Göppingen |
| 264 | Waiblingen                  | vom Rems-Murr-Kreis die Gemeinden Alfdorf, Berglen, Fellbach, Kaisersbach, Kernen im Remstal, Korb, Leutenbach, Plüderhausen, Remshalden, Rudersberg, Schorndorf, Schwaikheim, Urbach, Waiblingen, Weinstadt, Welzheim, Winnenden und Winterbach |
| 265 | Ludwigsburg                 | vom Landkreis Ludwigsburg die Gemeinden Asperg, Ditzingen, Eberdingen, Gerlingen, Hemmingen, Korntal-Münchingen, Kornwestheim, Ludwigsburg, Markgröningen, Möglingen, Oberriexingen, Remseck am Neckar, Schwieberdingen, Sersheim und Vaihingen an der Enz, vom Landkreis Böblingen die Gemeinde Weissach |
| 266 | Neckar-Zaber                | vom Landkreis Heilbronn die Gemeinden Abstatt, Beilstein, Brackenheim, Cleebronn, Flein, Güglingen, Ilsfeld, Lauffen am Neckar, Leingarten, Neckarwestheim, Nordheim, Pfaffenhofen, Talheim, Untergruppenbach und Zaberfeld, vom Landkreis Ludwigsburg die Gemeinden Affalterbach, Benningen am Neckar, Besigheim, Bietigheim-Bissingen, Bönnigheim, Erdmannhausen, Erligheim, Freiberg am Neckar, Freudental, Gemmrigheim, Großbottwar, Hessigheim, Ingersheim, Kirchheim am Neckar, Löchgau, Marbach am Neckar, Mundelsheim, Murr, Oberstenfeld, Pleidelsheim, Sachsenheim, Steinheim an der Murr, Tamm und Walheim |
| 267 | Heilbronn                   | Heilbronn, vom Landkreis Heilbronn die Gemeinden Bad Friedrichshall, Bad Rappenau, Bad Wimpfen, Eberstadt, Ellhofen, Eppingen, Erlenbach, Gemmingen, Gundelsheim, Hardthausen am Kocher, Ittlingen, Jagsthausen, Kirchardt, Langenbrettach, Lehrensteinsfeld, Löwenstein, Massenbachhausen, Möckmühl, Neckarsulm, Neudenau, Neuenstadt am Kocher, Obersulm, Oedheim, Offenau, Roigheim, Schwaigern, Siegelsbach, Untereisesheim, Weinsberg, Widdern und Wüstenrot |
| 268 | Schwäbisch Hall – Hohenlohe | Landkreis Schwäbisch Hall, Hohenlohekreis |
| 269 | Backnang – Schwäbisch Gmünd | vom Rems-Murr-Kreis die Gemeinden Allmersbach im Tal, Althütte, Aspach, Auenwald, Backnang, Burgstetten, Großerlach, Kirchberg an der Murr, Murrhardt, Oppenweiler, Spiegelberg, Sulzbach an der Murr und Weissach im Tal, vom Ostalbkreis die Gemeinden Abtsgmünd, Bartholomä, Böbingen an der Rems, Durlangen, Eschach, Göggingen, Gschwend, Heubach, Heuchlingen, Iggingen, Leinzell, Lorch, Mögglingen, Mutlangen, Obergröningen, Ruppertshofen, Schechingen, Schwäbisch Gmünd, Spraitbach, Täferrot und Waldstetten                                                                                              |
| 270 | Aalen – Heidenheim          | vom Ostalbkreis die Gemeinden Aalen, Adelmannsfelden, Bopfingen, Ellenberg, Ellwangen (Jagst), Essingen, Hüttlingen, Jagstzell, Kirchheim am Ries, Lauchheim, Neresheim, Neuler, Oberkochen, Rainau, Riesbürg, Rosenberg, Stödtlen, Tannhausen, Unterschneidheim, Westhausen und Wört, Landkreis Heidenheim |
| 271 | Karlsruhe-Stadt             | Karlsruhe |
| 272 | Karlsruhe-Land              | vom Landkreis Karlsruhe die Gemeinden Bretten, Dettenheim, Eggenstein-Leopoldshafen, Ettlingen, Gondelsheim, Graben-Neudorf, Karlsbad, Kraichtal, Kürnbach, Linkenheim-Hochstetten, Malsch, Marxzell, Oberderdingen, Pfinztal, Rheinstetten, Stutensee, Sulzfeld, Waldbronn, Walzbachtal, Weingarten (Baden) und Zaisenhausen |
| 273 | Rastatt                     | Landkreis Rastatt, Baden-Baden |
| 274 | Heidelberg                  | Heidelberg, vom Rhein-Neckar-Kreis die Gemeinden Dossenheim, Edingen-Neckarhausen, Eppelheim, Heddesheim, Hemsbach, Hirschberg an der Bergstraße, Ilvesheim, Ladenburg, Laudenbach, Schriesheim und Weinheim |
| 275 | Mannheim                    | Mannheim |
| 276 | Odenwald – Tauber           | Neckar-Odenwald-Kreis, Main-Tauber-Kreis |
| 277 | Rhein-Neckar                | vom Rhein-Neckar-Kreis die Gemeinden Angelbachtal, Bammental, Dielheim, Eberbach, Epfenbach, Eschelbronn, Gaiberg, Heddesbach, Heiligkreuzsteinach, Helmstadt-Bargen, Leimen, Lobbach, Malsch, Mauer, Meckesheim, Mühlhausen, Neckarbischofsheim, Neckargemünd, Neidenstein, Nußloch, Rauenberg, Reichartshausen, Sandhausen, St. Leon-Rot, Schönau, Schönbrunn, Sinsheim, Spechbach, Waibstadt, Walldorf, Wiesenbach, Wiesloch, Wilhelmsfeld und Zuzenhausen |
| 278 | Bruchsal – Schwetzingen     | vom Landkreis Karlsruhe die Gemeinden Bad Schönborn, Bruchsal, Forst, Hambrücken, Karlsdorf-Neuthard, Kronau, Oberhausen-Rheinhausen, Östringen, Philippsburg, Ubstadt-Weiher und Waghäusel, vom Rhein-Neckar-Kreis die Gemeinden Altlußheim, Brühl, Hockenheim, Ketsch, Neulußheim, Oftersheim, Plankstadt, Reilingen und Schwetzingen |
| 279 | Pforzheim                   | Pforzheim, Enzkreis |
| 280 | Calw                        | Landkreis Calw, Landkreis Freudenstadt |
| 281 | Freiburg                    | Freiburg im Breisgau, vom Landkreis Breisgau-Hochschwarzwald die Gemeinden Au, Bötzingen, Bollschweil, Breisach am Rhein, Ebringen, Ehrenkirchen, Eichstetten am Kaiserstuhl, Gottenheim, Horben, Ihringen, March, Merdingen, Merzhausen, Pfaffenweiler, Schallstadt, Sölden, Umkirch, Vogtsburg im Kaiserstuhl und Wittnau |
| 282 | Lörrach – Müllheim          | Landkreis Lörrach, vom Landkreis Breisgau-Hochschwarzwald die Gemeinden Auggen, Bad Krozingen, Badenweiler, Ballrechten-Dottingen, Buggingen, Eschbach, Hartheim am Rhein, Heitersheim, Müllheim im Markgräflerland, Münstertal/Schwarzwald, Neuenburg am Rhein, Staufen im Breisgau und Sulzburg |
| 283 | Emmendingen – Lahr          | Landkreis Emmendingen, vom Ortenaukreis die Gemeinden Lahr, Ettenheim, Fischerbach, Friesenheim, Haslach im Kinzigtal, Hofstetten, Kappel-Grafenhausen, Kippenheim, Mahlberg, Meißenheim, Mühlenbach, Ringsheim, Rust, Schuttertal, Schwanau, Seelbach und Steinach |
| 284 | Offenburg                   | vom Ortenaukreis die Gemeinden Offenburg, Kehl, Achern, Appenweier, Bad Peterstal-Griesbach, Berghaupten, Biberach, Durbach, Gengenbach, Hohberg, Kappelrodeck, Lauf, Lautenbach, Neuried, Nordrach, Oberharmersbach, Oberkirch, Ohlsbach, Oppenau, Ortenberg, Ottenhöfen, Renchen, Rheinau, Sasbach, Sasbachwalden, Schutterwald, Seebach, Willstätt und Zell am Harmersbach |
| 285 | Rottweil – Tuttlingen       | Landkreis Rottweil, Landkreis Tuttlingen |
| 286 | Schwarzwald-Baar            | Schwarzwald-Baar-Kreis, vom Ortenaukreis die Gemeinden Gutach (Schwarzwaldbahn), Hausach, Hornberg, Oberwolfach und Wolfach |
| 287 | Konstanz                    | Landkreis Konstanz |
| 288 | Waldshut                    | Landkreis Waldshut, vom Landkreis Breisgau-Hochschwarzwald die Gemeinden Breitnau, Buchenbach, Eisenbach (Hochschwarzwald), Feldberg (Schwarzwald), Friedenweiler, Glottertal, Gundelfingen, Heuweiler, Hinterzarten, Kirchzarten, Lenzkirch, Löffingen, Oberried, Schluchsee, St. Märgen, St. Peter, Stegen und Titisee-Neustadt |
| 289 | Reutlingen                  | Landkreis Reutlingen |
| 290 | Tübingen                    | Landkreis Tübingen, vom Zollernalbkreis die Gemeinden Bisingen, Burladingen, Grosselfingen, Hechingen, Jungingen und Rangendingen |
| 291 | Ulm                         | Ulm, Alb-Donau-Kreis |
| 292 | Biberach                    | Landkreis Biberach, vom Landkreis Ravensburg die Gemeinden Aichstetten, Aitrach, Bad Wurzach und Kißlegg |
| 293 | Bodensee                    | Bodenseekreis, vom Landkreis Sigmaringen die Gemeinden Herdwangen-Schönach, Illmensee, Pfullendorf und Wald |
| 294 | Ravensburg                  | Landkreis Ravensburg ohne Aichstetten, Aitrach, Bad Wurzach und Kißlegg |
| 295 | Zollernalb – Sigmaringen    | Zollernalbkreis ohne die Gemeinden Bisingen, Burladingen, Grosselfingen, Hechingen, Jungingen und Rangendingen, Landkreis Sigmaringen ohne die Gemeinden Herdwangen-Schönach, Illmensee, Pfullendorf und Wald |

### Saarland
| Nr. | Wahlkreis   | Gebiet |
| --- | ----------- | --- |
| 296 | Saarbrücken | vom Regionalverband Saarbrücken die Gemeinden Saarbrücken, Großrosseln, Püttlingen, Riegelsberg, Kleinblittersdorf und Völklingen |
| 297 | Saarlouis   | Landkreis Saarlouis ohne die Gemeinden Lebach und Schmelz, Landkreis Merzig-Wadern |
| 298 | St. Wendel  | Landkreis St. Wendel, vom Landkreis Saarlouis die Gemeinden Lebach und Schmelz, vom Landkreis Neunkirchen die Gemeinden Eppelborn, Illingen, Merchweiler, Ottweiler und Schiffweiler, vom Regionalverband Saarbrücken die Gemeinde Heusweiler |
| 299 | Homburg     | Saarpfalz-Kreis, vom Landkreis Neunkirchen die Gemeinden Neunkirchen und Spiesen-Elversberg, vom Regionalverband Saarbrücken die Gemeinden Friedrichsthal, Quierschied und Sulzbach/Saar                                                      |